# Пернициозна анемија
Пернициозна анемија је најчешћи облик мегалобластне анемије, која настаје услед дефицита витамина Б12. Настаје као последица нестварања унутрашњег фактора у слузокожи желуца, значајног за апсорбовање витамина Б12 у терминалном делу илеума. Нестварање унутрашњег фактора најчешће је узроковано атрофијом слузокоже желуца, аутоимуним процесима.

## Епидемиологија
Морбидитет
Болест се јавља све чешће у свим расним и етничким групама него што је раније била препозната. На глобалном нивоу њена учесталост је 10—20 случајева на 100.000 становника, годишње. Уопштено гледано, преовлађивање перниозне анемије је вероватно потцењено због сложености дијагнозе.
Староснe разлике
Обично се јавља код људи старости 40-70 година. Међу људима средња старости, беле расе, за почетак болести су 60 година живота, док се то дешава у млађем добу код црних људи (средња старост 50 година), са бимодалном дистрибуцијом узрокованом повећаном појавом код младих црних жена. 
Урођена пернициозна анемија се обично манифестује код деце млађе од 2 године. 
Полне разлике
Доминација жена је пријављена у Енглеској, Скандинавији, и међу особама афричког порекла (са женско мушким односом  1,5 : 1). Међутим, подаци у Сједињеним Државама показују равноправну полну дистрибуцију.
Расне разлике
Док се раније веровало да је болест изворно ограничена првенствено на белу расу скандинавског и келтског порекла, недавни докази показују да се то дешава у свим расама.

## Анемија — основни појмови
Анемија је стање које се карактерише смањењем броја еритроцита у крви, праћено и смањењем хемоглобина и хематокрита испод нормалних вредности. То има за последицу поремећену равнотежу између стварања еритроцита и хемоглобина у коштане сржи и њиховог ишчезавања из крви, при чему снижење хемоглобина и еритроцита није увек истовремено. Анемија је најчешћи поремећај крвних лоза и једно од најчешћих патолошких стања, јер се у неком облику јавља готово у свакој људској болести. Стога у највећем броју случајева анемију не треба схватати као посебну дијагнозу, него као клинички знак, путоказ који води према постављању дијагнозе основне болести.

## Етиопатогенеза
Пернициозна анемија (која носи назив и Адисонова анемија и Биермерова анемија) је најчешћи облик мегалобластне анемије а условљен је недостатком витамина Б12. До недостатка овог витамина долази због одсуства унутрашњег (интринзичног) фактора (УФ) желудачаног сока или изостанка његовог деловања на ресорпцију витамина Б12. Болесници са пернициозном анемијом имају недиостатка витамина Б12 у организму, због атрофије слузокоже желуца. 
Како је одсуство лучења унутрашњег фактора у пернициозној анемији последица аутоимунског поремећаја, у већини случајева може се рећи да је — пернициозна анемија аутоимунска болест због присуства антипаријеталних антитела и антитела према унутрашњем фактору.
Унутрашњи фактор
Унутрашњи фактор је гликопротеин кога луче желудачне паријеталне ћелије и које нису подложне катаболичком дејству протеаза. 
У крви пацијената постоје антитела против паријеталних ћелија епитела мукозе желуца, као и антитела против унутрашњег фактора, због чијег одсуства у желудачном соку или због њихове инактивације акцијом антитела, витамин Б12 из хране се не апсорбује у циркулацију.
Пернициозну анемију прати:
- успорена репликација ДНК
- успорена ћелијска подела,
- поремећај сазревања у еритроцитопоези, гранулоцитопоези и тромбоцитопоези са доминацијом мегалобластна еритропоеза.

Најчешћи узроци
Најчешћи узроци пернициозне анемије су:
- Генетски смањено стварање унутрашњег фактора
- Стварање дефектног унутрашњег фактора
- Дејство антитела према унутрашњем фактору
- Деструкција или атрофија паријеталних ћелија

## Клиничка слика
Клиничка слика се карактерише почетком болести  који је благ и готово неприметан. Најчешће се прво јавља осећај утрнулости и бола на језику, слабост и малаксалост, и трњење и мравињање по кожи. Од осталих (доминантних) симптома могу се јавити:
- Код сваког другог болесника губитак телесне тежине.
- Бледило коже и косе која постаје више седа, или почиње да седи
- Могућа појава повишене телесне температуре, праћена убрзаним радом срца (тахикардија)
- Код болесника код којих постоје болести срца, може доћи до појаве срчане слабости и коронарне болести
- Бледа слузокожа језика, која је потпуно глатка, са могућим пратећим болом у пределу језика, који је пребојен мрко црвеном бојом.
- Појаве опстипације (затвор), честих мучнина, гађење, повраћања, рана ситост, надимања
- Неуролошки  симптоми и знаци, који се јављају у виду трњење и мравињање по кожи (парестезије), слабост и неспретност при ходу
- Код старијих особа јавља се поремећај пажње, понашања и памћења, а нешто чешће се јављају и уринарне инфекције.

## Диференцијална дијагноза
Диференцијално—дијагностички треба имати у виду следеће болести:
- Адисонова болест
- Хронични тироидитис
- Гавесова болест
- Хипопаратироидизам
- Хипопитуитаризам
- Миастенија гравис
- Секундарна аменореја
- Шећерна болест тип 1
- Дисфункција тестиса
- Витилиго

## Терапија
Терапија се заснива на примени витамина Б12, у дневној дози od 2,5 µг, или према овим препорукама: 
- У почетној фази лечења даје се парентерално 100 µг витамина Б12 дневно.
- Уколико постоје изражени неуролошки симптоми доза је 1.000 µг дневно током недељу дана, а затим у истој дози једанпут недељно током наредне четири недеље односно до нормализације крвне слике.
- Фаза одржавања је једанпут месечно до краја живота у истој дози.
- Десетак дана по почетку терапије витамином Б12 додаје се и препарат гвожђа.

Учинак лечења се испољава веома брзо. Најбољи показатељ опоравка је пораст броја ретикулоцита у периферној крви, познат и као „ретикулоцитна криза”. Након постизања „ретикулоцитне кризе” расте и хематокрит, проценат хемоглобина и укупан број еритроцита. Након 1-2 месеца вредност еритроцита и хемоглобина се нормализира.
Већ 6-8 сати након прве дозе витамина Б12 смањује се број мегалобласта. Након 24-48 часа изглед костне сржи је нормалан. Симптоми анемије као и симптоми везани уз дигестивни систем у целости се нормализирају, док се неуролошки симптоми само побољшају или престају се погоршавати.

## Прогноза
Данас, рано препознавање и лечење пернициозне анемије пружа нормалан и обично просечан животни век. Одложени третман утичу на прогресију анемије и неуролошких компликација. Ако се пацијенти не лече рано код болесника се могу јавити трајне, неуролошке компликације. 
Тежак облик анемија може изазвати конгестивну срчану инсуфицијенцију или преципитирати коронарну инсуфицијенцију.
Иако терапија витамином Б12 решава анемију, она не може да излечи атрофијски гастритис, који може напредовати до желудачног карцинома. Инциденца аденокарцинома желуца је 2 до 3 пута већа код пацијената са пернициозном анемијом него у општој популацији истог узраста. 
Старије особе са пернициозном анемијом нису само у значајно повећаном ризику за аденокарцином (реалитвни ризик — [енгл odds ratio — скраћено ОР је 2,18) и карциноидни тумори желуца (ОР, 11,43), већ су и у повећаном ризик од сљедећих болести [ 7 ] :
- Тонзиларни карцином (ОР, 2,00)
- Хипофарингеални карцином (ОР, 1,92)
- Карцином сквамозних ћелија једњака (ОР, 2,12)
- Карцином танког црева (ОР, 1,63)
- Карцином јетре (ОР, 1,49)
- Мијелом (ОР, 1,55)
- Акутна мијелоична леукемија (ОР, 1,68)
- Мијелодиспластични синдром (ОР, 2,87)